# Кам'янобрідський фаянсовий завод
Кам'янобрідський фаянсовий завод — підприємство порцеляно-фаянсової промисловості.

## Історія
Засноване у середині 1860-х років графинею Яблонською та графом Тишкевичем у селище Кам'яний Брід Волинської губернії Російської імперії. Спочатку виготовляло різноманітний медичний посуд, настінні прикраси і невеличкі вироби для домашнього ужитку з порцеляни і напівпорцеляни. На початку 2-ї половини XIX ст. завод орендував австрійський підприємець А. Зусман, який 1876 у Кам'яному Броді організував порцелянове виробництво дорогоцінних речей з використанням німецьких технологій, саксонських деколей і фарб. Продукцію реалізовували у Польщі, Німеччині, Австрії та інших країнах Європи.
Через сто років, у 1954—1964 роках, завод перейшов на виготовлення фаянсової продукції. Новий розквіт заводу припав за 60-ті роки, відколи головною художницею стала Ася Макеєва. Відтоді вироби заводу, тарелі, скульптури, сервізи і вази здобували призові місця на міжнародних виставках. Сьогодні вони експонуються у багатьох музеях України, є вони і у відомих колекціонерів.
2000 року проведено реконструкцію, в результаті чого відновлено і значно розширено номенклатуру виробів. Від 2003 року — дочірнє підприємство ТОВ «Поліський фаянс» (м. Баранівка Житомирської області). Випускало фаянсові тарілки, набори столових, чайних і кавових сервізів, сувенірні та інші вироби. Кількість працівників у часи розквіту виробництва становила близько 1000 осіб. В 2010 році підприємство ліквідоване у зв'язку з банкрутством.

## Керівництво
- В. Красовський (від 2003)